# Christian Dietrich von Wakenitz
Christian Dietrich von Wakenitz (* 8. Juni 1708; † 27. März 1779) war Landrat in Schwedisch-Pommern.
Christian Dietrich von Wakenitz entstammte der adligen pommerschen Familie von Wakenitz. Er war ein Sohn des Franz Otto von Wakenitz (1676–1732) und dessen erster Frau Ida Catharina von Koppelow († 1723). Er besaß die Güter Klevenow, Wüsteney und Lüssow.
Christian Dietrich von Wakenitz studierte an den Universitäten Greifswald und Halle. Später wurde er Landes-Deputierter des Loitzer Distrikts in Schwedisch-Pommern, 1763 königlich schwedischer Landrat und Kurator der Universität Greifswald. 1764 wurde er Direktor der Ritterschaft. In den Jahren 1769 und 1770 führte er den Vorsitz bei den Visitationen des Greifswalder Hofgerichts und des Konsistoriums.
Christian Dietrich von Wakenitz war nacheinander mit zwei Schwestern aus der Familie von Guhl verheiratet. Beide Ehen blieben kinderlos.